# Leporinus multifasciatus
Leporinus multifasciatus är en fiskart som beskrevs av Cope, 1878. Leporinus multifasciatus ingår i släktet Leporinus och familjen Anostomidae. Inga underarter finns listade i Catalogue of Life.